# Raymond Vall
Pour les articles homonymes, voir Vall.
Raymond Vall, né le 13 janvier 1942, est un homme politique français, membre du Parti radical de gauche. Il est directeur commercial de profession.

## Biographie
Raymond Vall est né le 13 janvier 1942 à Fleurance, où ses parents, républicains espagnols, trouvent refuge en 1940 après avoir fui la répression franquiste.
Il y suit ses études primaires puis est orienté, dès la classe de quatrième et jusqu’à la première, vers l’enseignement technique dont il sort, en 1962, titulaire d’un CAP de mécanique agricole, d’un CAP de dessinateur industriel et d’un BTS de construction mécanique. Il effectue la totalité de ce parcours au lycée technique d’Agen.
Après son service militaire de 1962 à 1964, il intègre en mai 1964 le bureau d’études de l’entreprise Castel et Fromaget, un des leaders de la construction métallique en France et implantée à Fleurance (Gers).
Il quitte l’entreprise pour créer son propre bureau d’étude et de commerce international à Toulouse : GECI. Il est recruté en 1979 par le groupe Brisard Noguès, dont le siège social est implanté à Dampierre-sur-Salon (70) et qui dispose d’une dizaine de sites de productions en France, pour développer le département export en Afrique du Nord et en Algérie. En 1988, il rejoint Dubois Étanchéité (basé à Chambéry) et créé la succursale du groupe à Toulouse.
En 1990 enfin, il intègre le groupe Troisel, constructeur métallique et entreprise de levage, manutention et étanchéité basé à Fleurance et au sein de laquelle il termine sa carrière en 1998.

## Parcours politique
En 1989, sollicité pour participer à l’élection municipale de Fleurance, il intègre une liste d’ouverture qui remporte la mairie le 8 mars de la même année.
En 1995, il est élu maire de Fleurance à la tête d’une liste apolitique face à Maurice Mességué, célèbre phytothérapeute.
En 1996, il adhère au Parti radical de gauche présidé par Jean-Michel Baylet et, deux ans plus tard, il est élu conseiller général du canton de Fleurance, premier vice-président du Conseil général du Gers ainsi que conseiller régional de la région Midi Pyrénées dont il préside la commission de la culture, du patrimoine et de l’audiovisuel pendant 10 ans, de 1998 à 2008.
Son passage au Conseil régional est marqué par la mise en œuvre des « projets culturels de territoire » qui ont très largement contribué à la création d’une quarantaine de Pays en région Midi-Pyrénées.
Au 1er janvier 1999, il crée, avec son ami Robert Castaing, ancien sénateur du Gers et maire de Lectoure, la Communauté de communes de la Lomagne gersoise, première intercommunalité du département à réunir deux cantons (Fleurance et Lectoure), qui compte aujourd’hui plus de 20 000 habitants.
En 2000, il fonde le Pays Portes de Gascogne qui réunit 10 cantons, 169 communes et 60 000 habitants et en est élu président, fonction qu’il occupe toujours aujourd’hui en 2017.
Réélu maire de Fleurance aux élections municipales de 2001 puis 2008, il est candidat pour le PRG aux élections législatives en 2007. Avec 10 % de voix obtenues au premier tour, il se classe troisième et se désiste au profit de Gisèle Biémouret qui est élue.
En septembre 2008, candidat PRG aux élections sénatoriales, il est élu sénateur du Gers et rejoint le groupe RDSE (Rassemblement démocratique et social européen) au Sénat.
En 2012, lors du changement de majorité parlementaire, Raymond Vall est élu président de la toute nouvelle commission créée au Sénat chargée de l’aménagement du territoire, des transports, de l’environnement et des énergies renouvelables.
En tant qu’ardent défenseur de la ruralité, lors des discussions de la loi MAPTAM, il mobilise la commission pour sauver les pays en proposant, par amendement, la création des PETR (Pôle d'équilibre territorial et rural), structure de mutualisation qui permet aux territoires périurbains et ruraux d’accéder à la contractualisation régionale et aux fonds européens (Leader).
De même, en 2014, il fait reconnaître par amendement au projet de loi Hamon relatif à l’économie sociale et solidaire, l’existence de la composante Nord-Nord dans la définition du commerce équitable. Cet amendement, transposé à l’article 94 de la loi adoptée en juillet, reconnaît aux producteurs de l’hémisphère nord les mêmes garanties d’équité commerciale, de juste revenu et de répartition de la valeur ajoutée sur toute la filière, au même titre que les producteurs des pays du Sud jusque-là exclusivement concernés par les principes du commerce équitable.
En 2013, il est élu président de l’ANPP (Association nationale des pôles territoriaux et des pays) chargée de soutenir, fédérer et favoriser les échanges entre plus de 350 territoires de projets français (20 millions d’habitants) réunis pour la première fois en États Généraux à Tours en 2014.
Lors des élections sénatoriales, il perd son siège. Mais un an plus tard, à la suite de l'invalidation de l'élection de son opposant UDI, il remporte au second tour l'élection sénatoriale partielle avec 49,46 % des voix.
Il parraine le candidat d'En marche !, Emmanuel Macron pour l'élection présidentielle de 2017.  

## Mandats en cours[Quand?]
- Président de l'Association nationale des pôles territoriaux et des pays (ANPP)
- Président du Pôle d'équilibre territorial et rural (PETR) du Pays des Portes de Gascogne
- Vice-président de la Communauté de communes de la Lomagne gersoise

## Distinctions
- Chevalier de l'Ordre national du Mérite
- Chevalier de la Légion d'Honneur